# Château de Beauchêne
Pour les articles homonymes, voir Beauchêne.
Le château de Beauchêne est une malouinière situé sur la commune de Langrolay-sur-Rance, dans le département des Côtes-d'Armor.

## Historique
Dans le premier tiers du XVIIIe siècle, le château est reconstruit pour Jacques III Gouin de Beauchêne, lieutenant général de l'amirauté de Saint-Malo, sénéchal et capitaine des garde-côtes au département de cette ville, à l'emplacement d'un ancien manoir dont il subsiste quelques éléments datant du XVIIe siècle. 
Le monument fait l’objet d’une inscription au titre des monuments historiques depuis le 8 février 2000.